# سونيك ذا فايترز
سونيك ذا فايترز (بالإنجليزية: Sonic the Fighters ؛ باليابانية: ソニック・ザ・ファイターズ
) هي لعبة مصارعة ثلاثية الأبعاد من إنتاج شركة سيجا، تم تطويرها بواسطة سيجاAM2 وصدرت في عام 1996 على أجهزة الأركيد. تعتمد اللعبة على محرك القتال المستخدم في لعبة فايتينج فيبرز التي صدرت في 1995، وكانت هذه اللعبة أول تجربة ثلاثية الأبعاد في سلسلة القنفذ سونيك.
بعد إصدارها في الأركيد، تم الإعلان عن إصدار نسخة للمنزل على جهاز سيجا ساترن، ولكن تم إلغاؤها في النهاية. بقت اللعبة حصرية للأركيد حتى عام 2005، عندما تم تضمينها في Sonic Gems Collection لجهاز غيم كيوب و بلاي ستيشن 2. في عام 2012، تم إعادة إصدار سونيك ذا فايترز على منصات بلاي ستيشن 3 و إكس بوكس 360، مع إضافة شخصيات قابلة للعب جديدة ووضع لعب تنافسي عبر الإنترنت. كما تم تضمين اللعبة في ألعاب أخرى مثل لوست جادجمنت كإضافة جانبية في الأركيد داخل اللعبة.

## فكرة اللعبة
تدور أحداث سونيك ذا فايترز حول مجموعة من الشخصيات الشهيرة من سلسلة سونيك، حيث يتواجه اللاعبون في معارك مصارعة فردية. يمكن للاعبين اختيار شخصيات مثل سونيك،تيلز، آيمي، ناكلز، ميتل سونيك , الحرباء إيسبيو وغيرهم من الشخصيات المميزة، حيث كل شخصية تمتلك مجموعة من الحركات القتالية الخاصة بها.

## تأثير اللعبة
تعد سونيك ذا فايترز جزءًا من سلسلة الألعاب الفرعية المقتبسة من القنفذ سونيك، وواحدة من أولى تجارب سيجا في مجال الألعاب ثلاثية الأبعاد. على الرغم من كونها لعبة مصارعة بسيطة، إلا أنها حظيت بشعبية كبيرة بين محبي السلسلة وأصبحت جزءًا من إرث سونيك.

## شخصيات اللعبة
- القنفذ سونيك
- تيلز أو مايلز براور
- النضناض ناكلز
- آيمي روز
- ميتل سونيك
- الحرباء إيسبيو
- سوبر سونيك

## روابط خارجية
- سونيك ذا فايترز على موقع IMDb (الإنجليزية)